# Sei Nazioni 2001
Il Sei Nazioni 2001 (in inglese 2001 Six Nations Championship; in francese Tournoi des Six Nations 2001; in gallese Pencampwriaeth y Chwe Gwlad 2001) fu la 2ª edizione del torneo annuale di rugby a 15 tra le squadre nazionali di Francia, Galles, Inghilterra, Irlanda, Italia e Scozia, nonché la 107ª in assoluto considerando anche le edizioni dell'Home Nations Championship e del Cinque Nazioni.
Noto per motivi di sponsorizzazione come 2001 Lloyds TSB Six Nations a seguito di accordo di partnership commerciale con la banca Lloyds TSB, si tenne dal 3 febbraio al 20 ottobre 2001; da calendario avrebbe dovuto in realtà terminare l'8 aprile, ma un'epidemia di afta epizootica nelle isole britanniche causò l'annullamento di tre incontri in casa di Scozia e Irlanda e la loro ripetizione, all'epoca, a data da destinarsi nella stagione successiva e il successivo recupero a più di 8 mesi dall'inizio del torneo.
La vittoria a Twickenham per 48 a 19 contro la Francia nell'ultima giornata pose l'Inghilterra in pole position per la conquista del torneo con il Grande Slam, ma la sconfitta nel recupero di ottobre a Dublino impedì alla squadra di Clive Woodward di fare bottino pieno: terminò infatti a pari punti dell'Irlanda e si aggiudicò il suo trentaquattresimo titolo grazie alla migliore differenza punti fatti/subìti.
Si trattò della prima volta nell'era del Sei Nazioni, e la quarta dal 1994, anno dell'abolizione delle vittorie condivise, che il torneo fu deciso dalla differenza punti fatti/subiti.
L'Italia invece conobbe il suo primo whitewash dopo avere evitato lo zero in classifica nella sua stagione d'esordio.
Il valore delle marcature, come stabilito dall’IRFB nel 1992, era: 5 punti per ciascuna meta (7 se trasformata), 3 punti per la realizzazione di ciascun calcio piazzato, idem per il drop.

## Nazionali partecipanti e sedi
| Squadra     | Città       | Impianto interno   |
| ----------- | ----------- | ------------------ |
| Francia     | Saint-Denis | Stade de France    |
| Galles      | Cardiff     | Millennium Stadium |
| Inghilterra | Londra      | Twickenham         |
| Irlanda     | Dublino     | Lansdowne Road     |
| Italia      | Roma        | Stadio Flaminio    |
| Scozia      | Edimburgo   | Murrayfield        |

## Risultati

### 1ª giornata
| Arbitro: | Jonathan Kaplan |

|                                        |      |                                                  |
| Checchinato 40+3’ Ma. Bergamasco 80+3’ | mt   | 39’, 43’, 53’ R. Henderson 63’ Horgan 78’ O’Gara |
| Pez 40+3’, 80+3’                       | tr   | 39’, 43’ O’Gara                                  |
| Pilat 7’                               | c.p. | 3’, 10’, 42’ O’Gara                              |

| Arbitro: | Joël Dumé |

|                            |      |                                                      |
| Howley 22’ S. Quinnell 61’ | mt   | 11’, 14’, 41’ W. Greenwood 30’, 39’ Dawson 59’ Cohen |
| N. Jenkins 61’             | tr   | 11’, 14’, 30’, 41’, 59’ Wilkinson                    |
| N. Jenkins 18’             | c.p. | 16’, 56’ Wilkinson                                   |

| Arbitro: | Stuart Dickinson |

|                          |      |               |
| Bernat-Salles 43’        | mt   |               |
| Lamaison 43’             | tr   |               |
| Lamaison 11’, 37’, 80+4’ | c.p. | 7’, 14’ Logan |

### 2ª giornata
| Arbitro: | Scott Young |

|            |      |                      |
| O’Driscoll | mt   | Bernat-Salles Pelous |
| O’Gara     | tr   | Lamaison             |
| O’Gara (5) | c.p. | Lamaison             |

| Arbitro: | Stuart Dickinson |

| |      |                              |
| Healey 14’, 20’ Balshaw 36’, 75’ Cohen 43’ Regan 56’ Worsley 66’ W. Greenwood 69’ Wilkinson 79’ Dallaglio 80+1’ | mt   | 6’ D. Dallan 25’ Checchinato |
| Wilkinson 14’, 20’, 36’, 43’, 56’, 66’, 69’, 75’, 79’                                                           | tr   | 6’, 25’ Scanavacca           |
| Wilkinson 10’, 32’, 40’, 40+4’                                                                                  | c.p. | 16’, 28’, 40+2’ Scanavacca   |

| Arbitro: | Steve Lander |

|                                       |      |                              |
| Paterson 46’ McLaren 76’ T. Smith 79’ | mt   | 44’ Taylor                   |
| Logan 46’ Hodge 79’                   | tr   | 44’ N. Jenkins               |
| Logan 11’, 38’, 63’                   | c.p. | 8’, 21’, 29’, 69’ N. Jenkins |
|                                       | drop | 1’, 16’, 28’ N. Jenkins      |

### 3ª giornata
| Arbitro: | Chris White |

|                              |      |                                            |
| Perziano 71’                 | mt   | 15’ Sadourny 26’ Bernat-Salles 80’ Bonetti |
| Domínguez 71’                | tr   | 15’, 26’, 80’ Lamaison                     |
| Domínguez 11’, 17’, 27’, 47’ | c.p. | 44’, 58’, 63’ Lamaison                     |

| Arbitro: | Robert Davies |

|                                                                |      |              |
| Dallaglio 7’, 80+1’ Hill 37’ W. Greenwood 41’ Balshaw 43’, 62’ | mt   |              |
| Wilkinson 37’, 41’, 43’, 62’, 80+1’                            | tr   |              |
| Wilkinson 10’                                                  | c.p. | 14’ D. Hodge |

| Arbitro: | Jonathan Kaplan |

|                |      |                                        |
|                | mt   | 74’ Hickie 76’ O’Driscoll 80+2’ Horgan |
|                | tr   | 74’, 76’ Humphreys 80+2’ O’Gara        |
| Jones 10’, 46’ | c.p. | 2’, 8’, 15’, 27’, 33’ Humphries        |

### 4ª giornata
| Arbitro: | David Lewis |

|                                                    |      |                                                     |
| Bonetti 7’ Bernat-Salles 58’                       | mt   | 36’ Howley 45’ S. Quinnell 53’ James 80’ N. Jenkins |
| Merceron 7’ Lamaison 58’                           | tr   | 36’, 45’, 53’, 80’ N. Jenkins                       |
| Merceron 10’, 16’, 25’, 30’ Lamaison 50’, 66’, 73’ | c.p. | 14’, 28’, 33’ N. Jenkins                            |
|                                                    | drop | 51’, 76’ N. Jenkins                                 |

| Arbitro: | Joël Dumé |

|                               |      |                              |
| T. Smith 54’                  | mt   | 27’ Ma. Bergamasco           |
|                               | tr   | 27’ Domínguez                |
| Hodge 22’, 44’, 49’, 64’, 77’ | c.p. | 34’, 47’, 59’, 63’ Domínguez |
| D. Hodge 1’                   | drop |                              |

| Arbitro: | Paul Honiss |

|                                         |      |                           |
| Wood 17’                                | mt   | 75’ Healey                |
| Humphreys 13’, 30’, 48’ O’Gara 60’, 73’ | c.p. | 10’, 40+1’, 54’ Wilkinson |

### 5ª giornata
| Arbitro: | Tappe Henning |

|                                                                             |      |                        |
| W. Greenwood 5’ R.A. Hill 44’ Balshaw 59’ Greening 68’ Catt 76’ Perry 80+1’ | mt   | 13’ Bernat-Salles      |
| Wilkinson 5’, 44’, 59’, 68’, 76’, 80+1’                                     | tr   | 13’ Merceron           |
| Wilkinson 11’, 40+2’                                                        | c.p. | 17’, 33’, 36’ Merceron |
|                                                                             | drop | 59’ Merceron           |

| Arbitro: | Paul Honiss |

|                                   |      |                               |
| Checchinato 76’                   | mt   | 7’ Cooper 29’, 49’ Gibbs      |
|                                   | tr   | 7’, 29’, 49’ N. Jenkins       |
| Domínguez 1’, 9’, 37’, 40+4’, 51’ | c.p. | 12’, 40’, 56’, 78’ N. Jenkins |
| Domínguez 46’                     | drop |                               |

| Arbitro: | Chris White |

|                                                       |      |                 |
| Pountney 24’ T. Smith 37’ Leslie 57’ A. Henderson 77’ | mt   | 80+1’ Dempsey   |
| Townsend 24’ Paterson 37’, 57’                        | tr   | 80+1’ Humphreys |
| Paterson 32’, 66’                                     | c.p. | 49’ O’Gara      |

## Classifica
| Pos | Squadra     | G | V | N | P | PF  | PS  | DP   | Pt |
| --- | ----------- | - | - | - | - | --- | --- | ---- | -- |
| 1   | Inghilterra | 5 | 4 | 0 | 1 | 229 | 80  | +149 | 8  |
| 2   | Irlanda     | 5 | 4 | 0 | 1 | 129 | 89  | +40  | 8  |
| 3   | Scozia      | 5 | 2 | 1 | 2 | 92  | 116 | −24  | 5  |
| 4   | Galles      | 5 | 2 | 1 | 2 | 125 | 166 | −41  | 5  |
| 5   | Francia     | 5 | 2 | 0 | 3 | 115 | 138 | −23  | 4  |
| 6   | Italia      | 5 | 0 | 0 | 5 | 106 | 207 | −101 | 0  |